# Давангере
Давангере је град у Индији у држави Карнатака. Према незваничним резултатима пописа 2011. у граду је живело 435.128 становника.

## Становништво
Према незваничним резултатима пописа, у граду је 2011. живело 435.128 становника.
| 1991.   | 2001.   | 2011.   |
| ------- | ------- | ------- |
| 266.082 | 364.523 | 435.128 |